# Badonviller
 Badonviller  es una población y comuna francesa, en la región de Lorena, departamento de Meurthe y Mosela, en el distrito de Lunéville y cantón de Badonviller.
Fue la capital del principado de Salm-Salm hasta 1751, cuando se traslada a Senones (Vosgos). En 1793 sería anexada a la Primera República Francesa.

## Demografía
| 1 766 | 1 877 | 1 971 | 2 028 | 2 353 | 2 213 | 2 390 | 2 356 | 2 111 | 2 204 | ABS. | 2 013 | 1 953 | 1 725 | 1 785 | 1 684 | 1 689 | 1 957 | 1 876 | 2 086 | 1 927 | 2 152 | 2 267 | 2 192 | 2 010 | 2 160 | 2 143 | 2 050 | 1 920 | 1 812 | 1 660 | 1 512 |
| Para los censos de 1962 a 1999 la población legal corresponde a la población sin duplicidades (Fuente: INSEE [Consultar]) |       |       |       |       |       |       |       |       |       |      |       |       |       |       |       |       |       |       |       |       |       |       |       |       |       |       |       |       |       |       |       |

## Imágenes

widths="270"
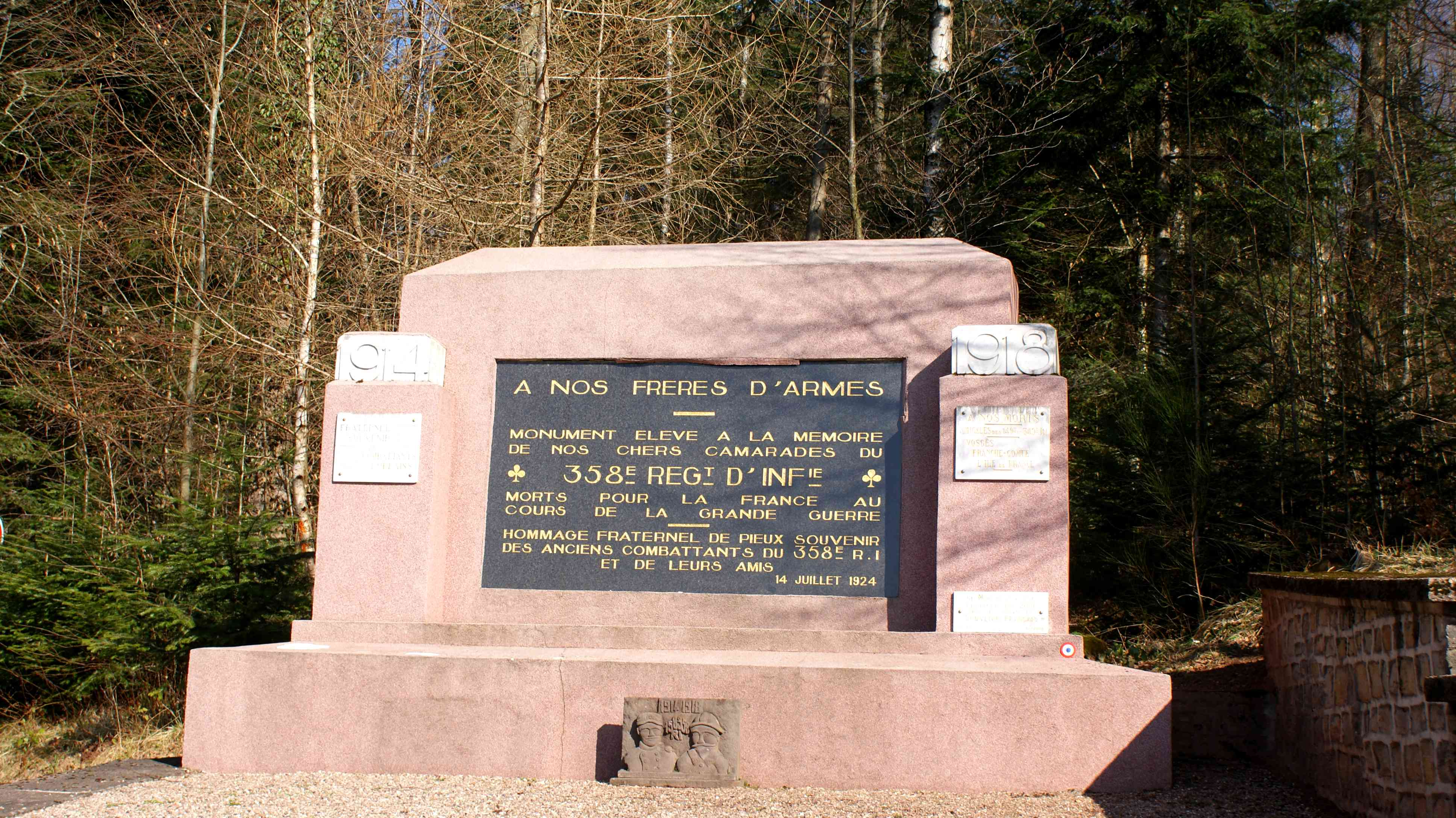
Monumento del 358 Regimiento de Infantería.
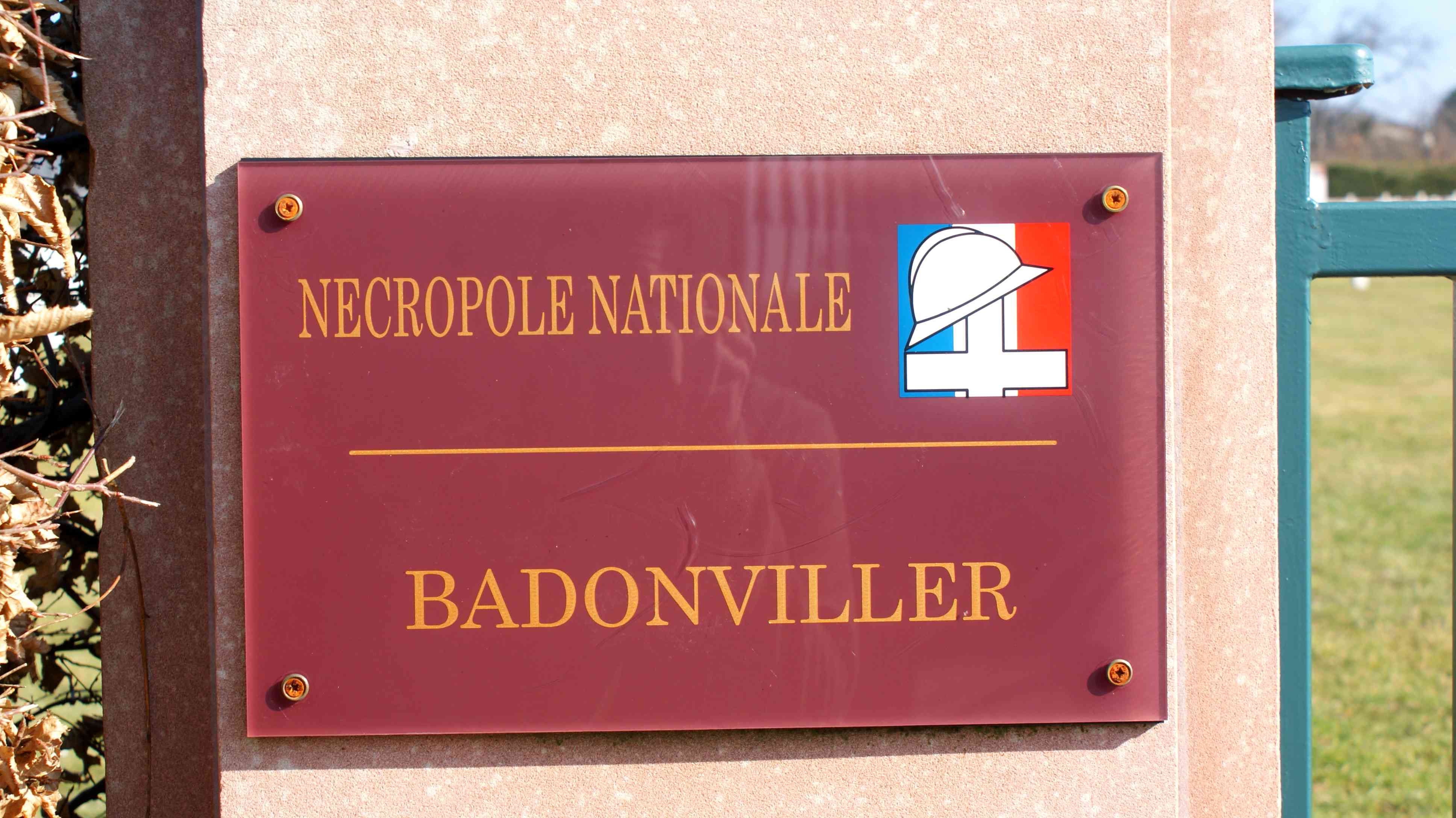
Cementerio militar.
Statue taillée le 15 février 1916
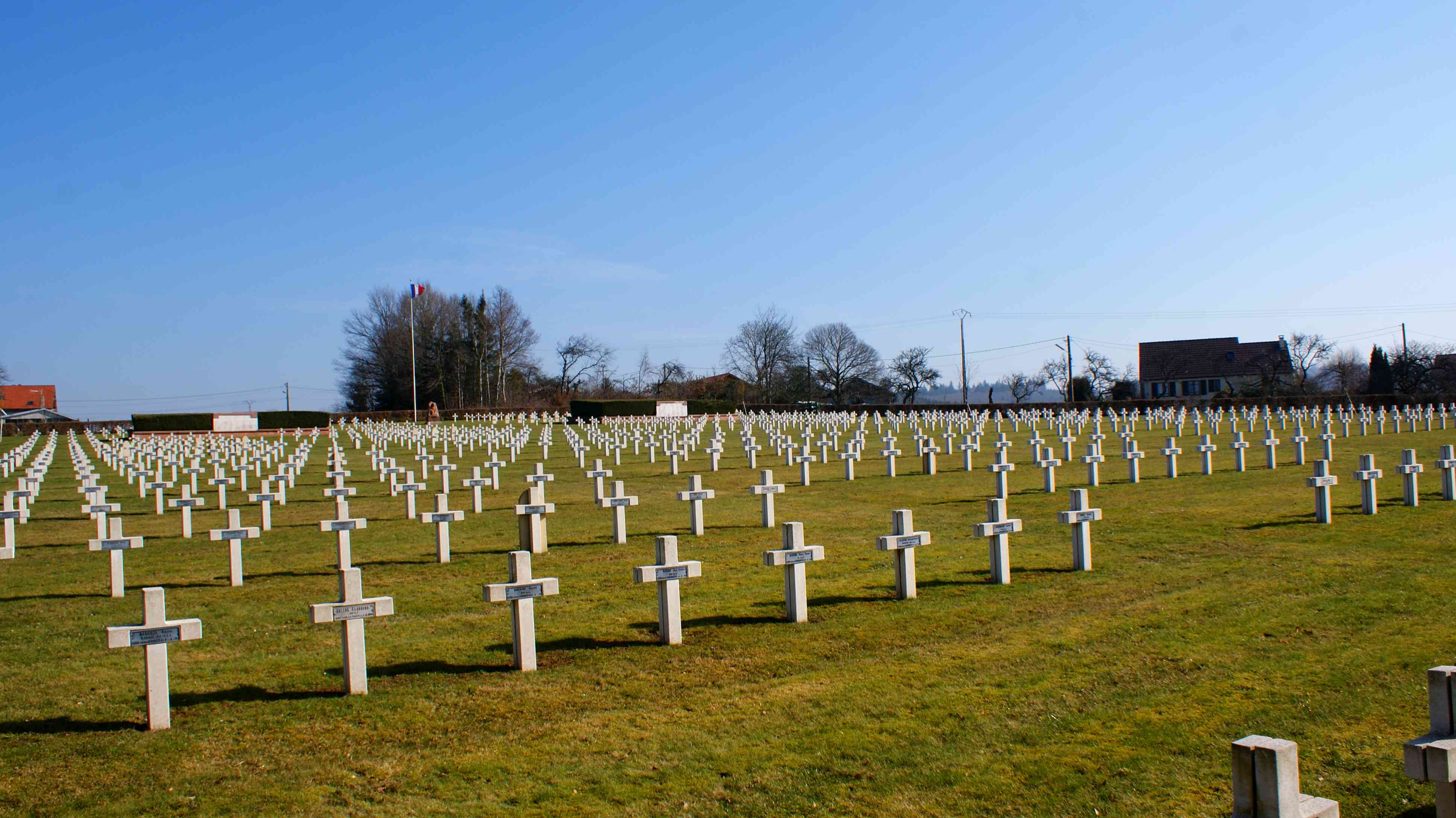
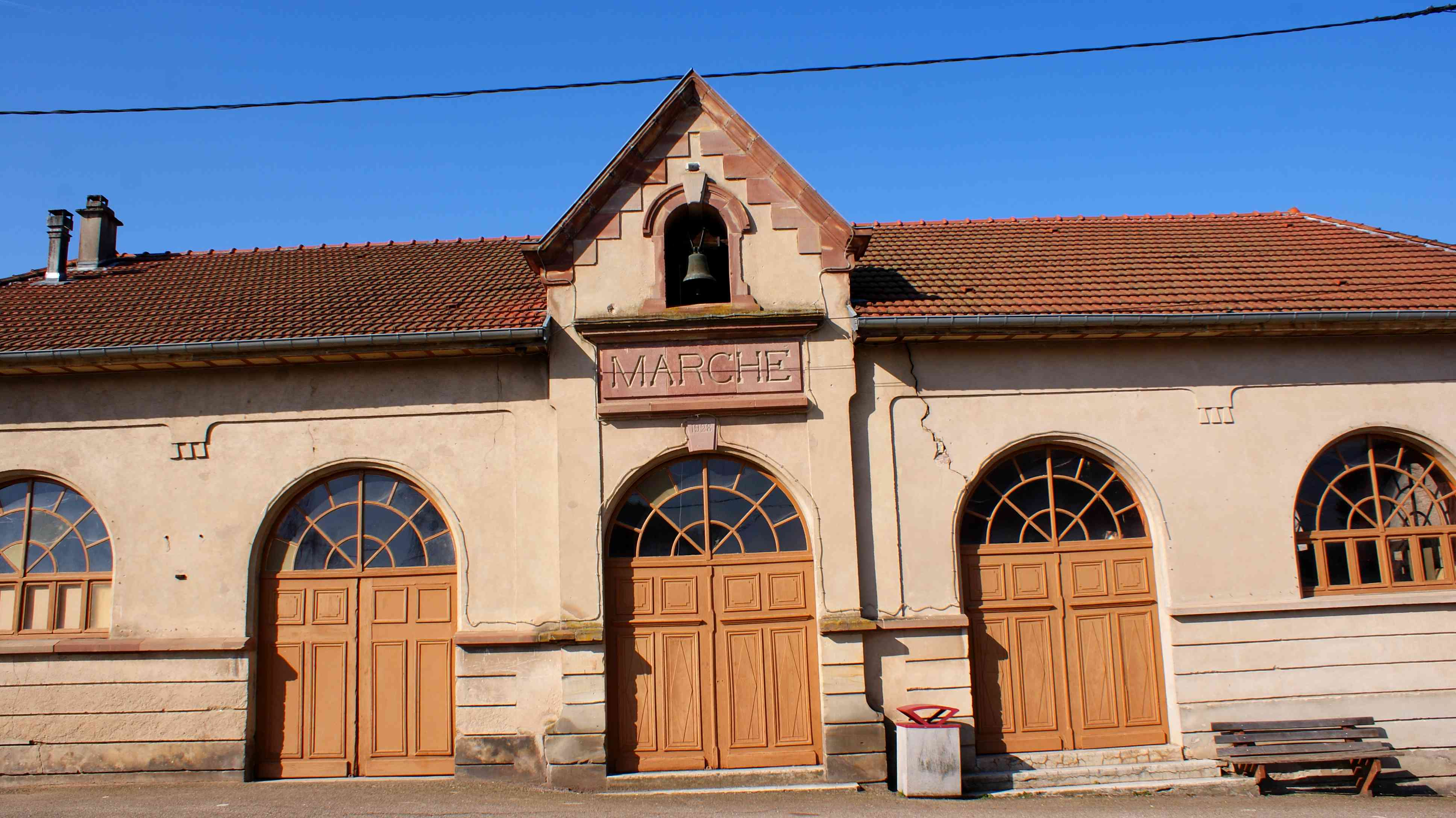
Mercado cubierto.
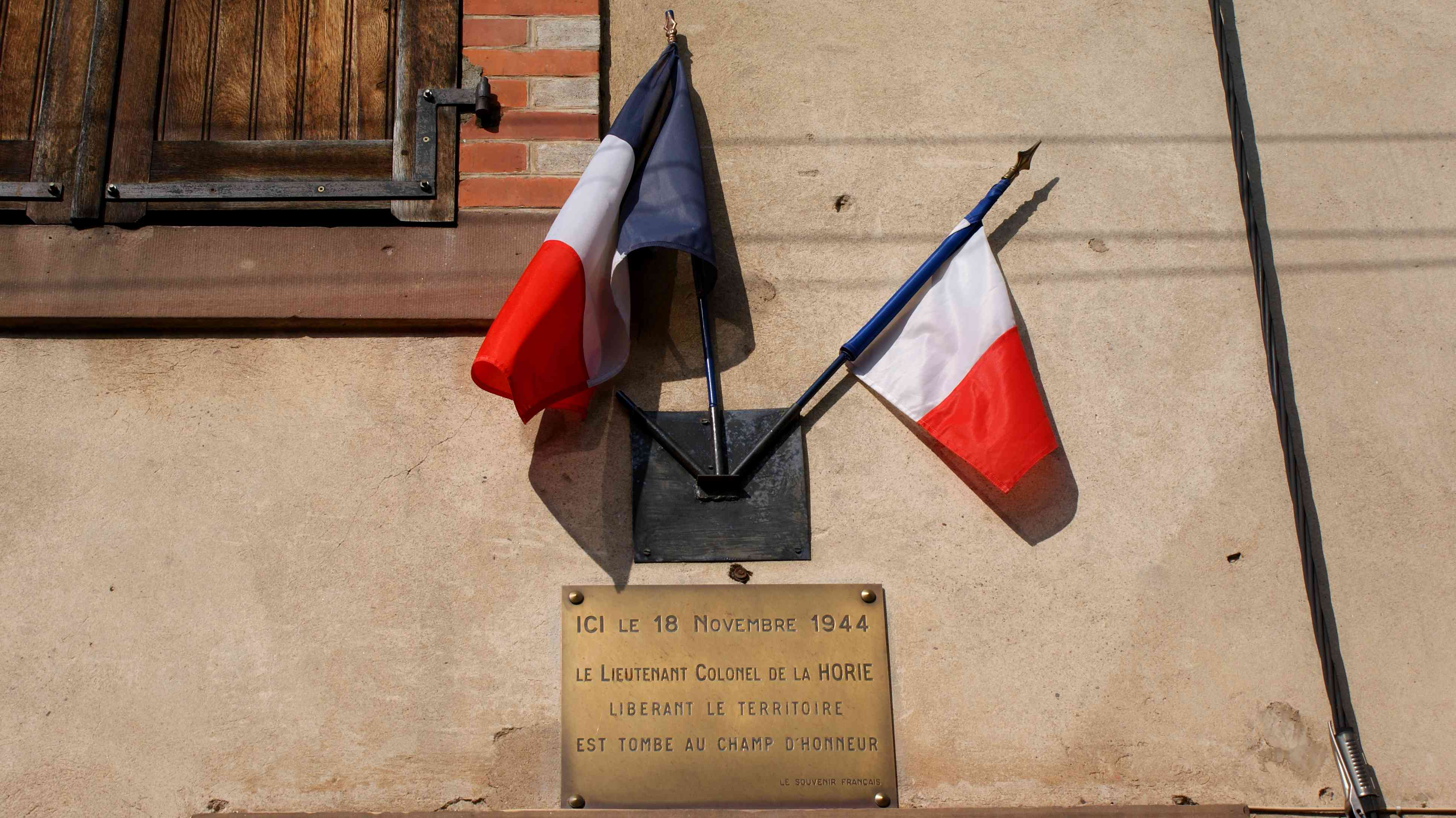
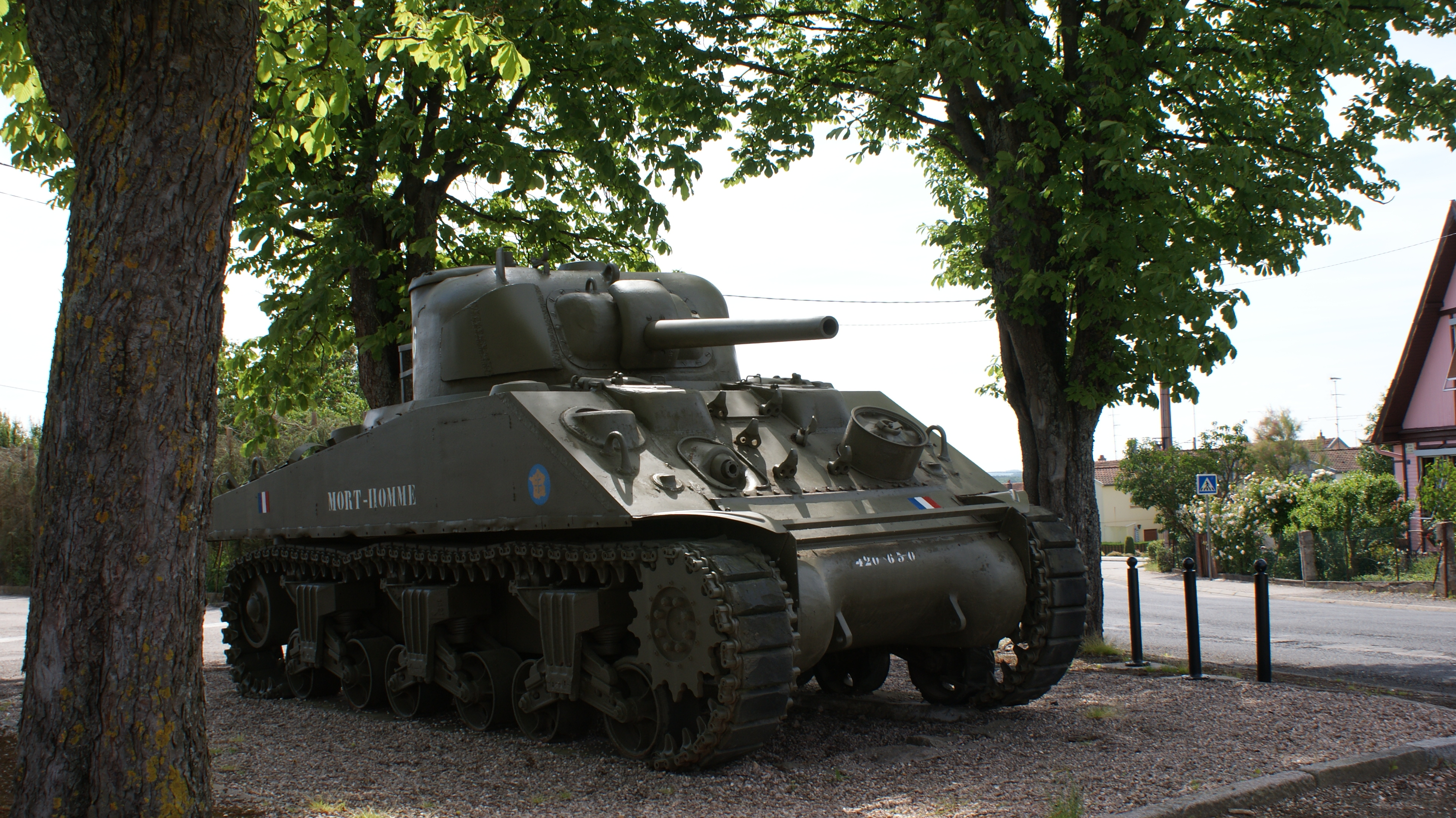